# Farkas Antal (hivatalnok)
Alsóőri Farkas Antal (18. század - 19. század) kerületi tartományi biztos.

## Élete
II. József császár alatt öt esztendeig testőrködött. Mint kabinetkurír három évi és öt hónap alatt tizennyolc helyen fordult meg. Miután kilépett a testőrségből, polgári hivatalokban nyert alkalmazást, végül kassai kerületi tartományi biztos volt 1790-től 1806-ig.

## Munkái
- Erkölcsi iskola, azaz huszonnégy nyájas historiák, a melyek e világnak furcsa csalárdságit, sok tartományoknak tulajdonságit s a benne lévő embereknek úgy jó cselekedeteiket, mint gonoszra czélzó indulatjaikat mutatják. Irattatott két részben, német nyelven, az haza fiainak kedvekért fordította… Kassa, 1790. (Az előszóban önéletrajzi adatok vannak. Ism. Hadi és más nevezetes Történetek 1790. III. 200. 1. 2. kiadás. Pest, 1806.)